# Urbi et Orbi

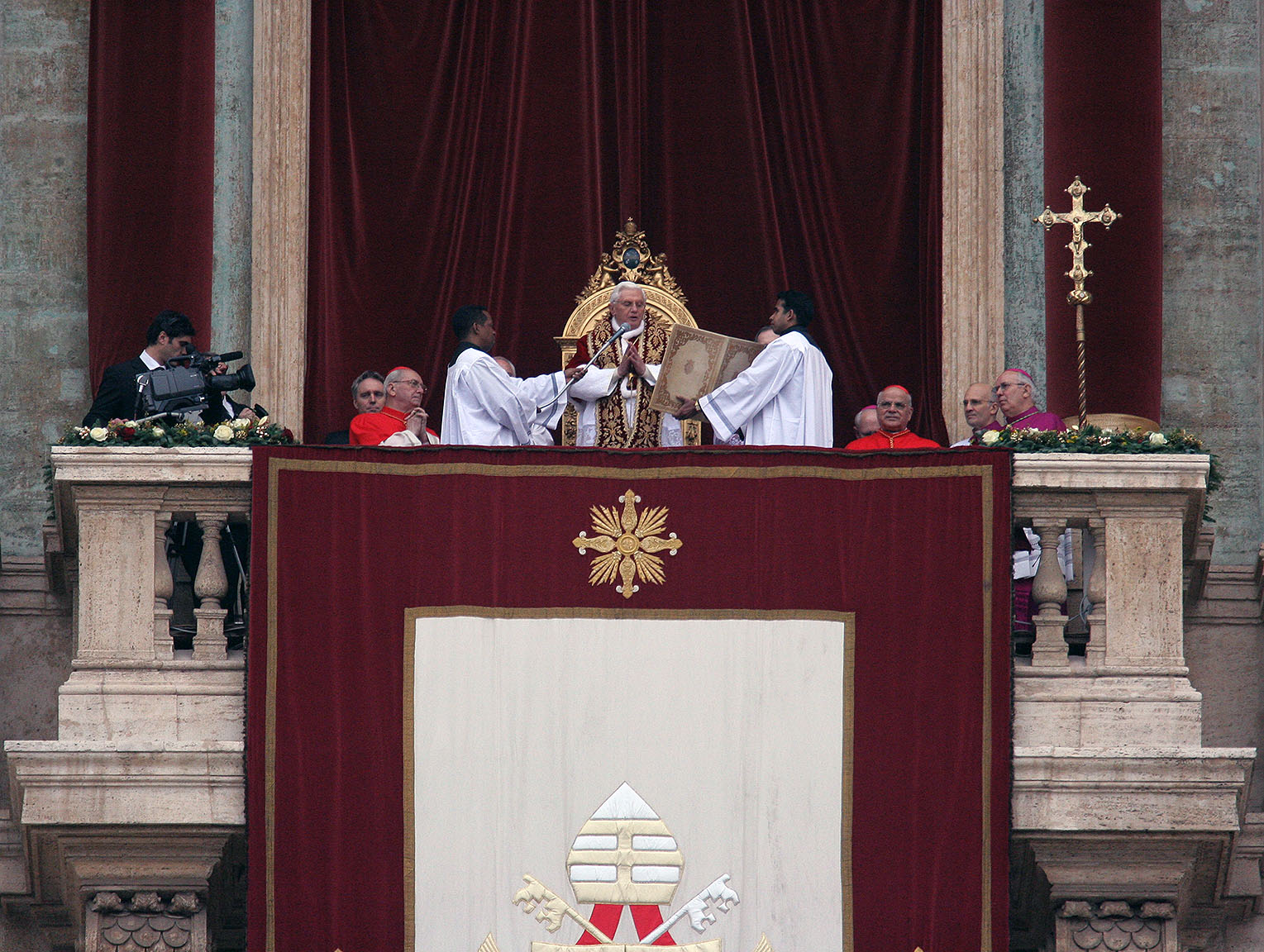
Binecuvântarea Urbi et Orbi din 2008, dată de Papa Benedict al XVI-lea în ziua de Crăciun, din Piața Sfântul Petru din Roma

Urbi et Orbi (în română: „Orașului [Roma] și lumii”) este o adresare papală și o binecuvântare apostolică dată de papa în anumite ocazii solemne.

## Etimologie
Termenul Urbi et Orbi a evoluat din conștiința Imperiului Roman antic. De fapt, aceasta ar trebui să fie exprimată de către Papa ca episcop al Romei (urbs = oraș; urbi forma dativă corespunzătoare; compară: urban), precum și șeful Bisericii Romano-Catolice. Astfel, așa a fost inclusă întreaga lume (orbis = pământ; "orbi" forma dativă corespunzătoare; compară: orbită).
Formula se găsește mai frecvent în limba Bisericii, ca și în inscripția de la Bazilica Lateran, după care biserica este: omnium urbis et orbis Ecclesiarum mater et caput - „capul și mama tuturor bisericilor orașului și ale pământului” = principala și mama tuturor bisericilor lumii.
În secolul al IV-lea, Papa Damasus I a scris într-o scrisoare către episcopul de Illyricum:
Unde iustum est, omnes in Universo Romanorum Orbe Doctores legis legis, ea, quae legis sunt, sapere, et non fidem doctrinis variis maculare. - (română: "Prin urmare, este drept, că toți doctorii legii din Universul Lumii Romanilor, cei care sunt de la lege, sunt înțelepți și nu predau credința cu diferite doctrine.")
Ritualul binecuvântării papale Urbi et Orbi s-a dezvoltat în secolul al XIII-lea în timpul Papei Grigore al X-lea, care s-a consultat înainte de alegerea sa cu Niccolò și Maffeo Polo.

## Ocazii

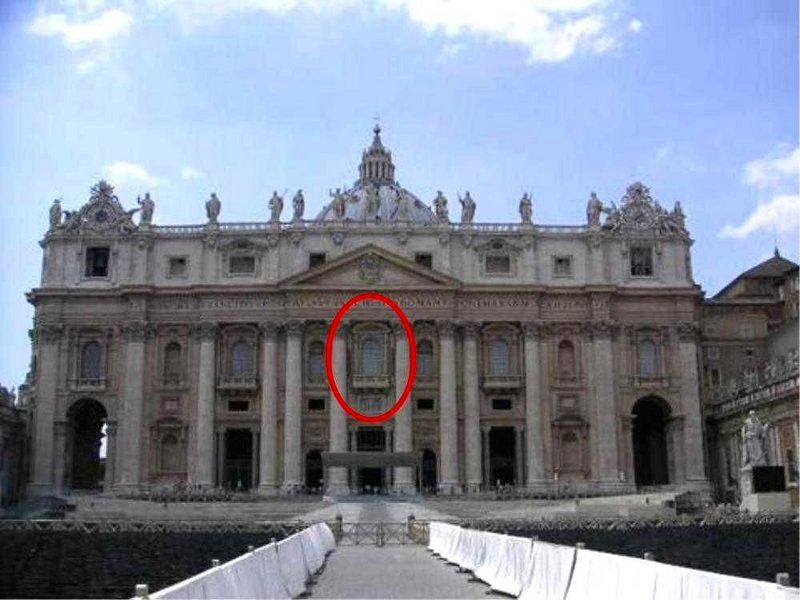
Fațada Bazilicii Sf. Petru cu loggia balcon, unde Papa dă de obicei binecuvântarea Urbi et Orbi

Adresarea și binecuvântarea Urbi et Orbi este cea mai solemnă formă de binecuvântare din Biserica Catolică și este rezervată pentru cele mai solemne ocazii. Aceste ocazii includ Paștele, Crăciunul și proclamarea unui papă nou ales care încheie un conclav.
Binecuvântările Urbi et orbi sunt de obicei date din loggia centrală a Bazilicii Sfântului Petru din Roma, la prânz, și sunt difuzate în întreaga lume prin Uniunea Europeană de Radiodifuziune și alte legături. Adresa se încheie cu salutări în mai multe limbi în legătură cu sărbătoarea celebrată.
Biserica Romano-Catolică acordă o indulgență plenară prin harul voit și intenția Papei, în condițiile obișnuite, celor care „primesc cu evlavie” binecuvântarea pe care Papa o acordă Urbi et Orbi.
Pentru orice indulgență plenară obișnuită, „condițiile obișnuite” sunt:
- Primirea absoluțiunii în termen de 20 de zile (înainte sau după) de a efectua lucrarea specifică.
- Primirea comuniunii euharistice în termen de 20 de zile (înainte sau după) de la efectuarea lucrării specifice.
- Rugăciunea la intenția papei desemnată pentru acea lună sau ocazie, de obicei, în același timp, lucrarea este efectuată.

Obținerea unei indulgențe plenare necesită ca un romano-catolic botezat să excludă, de asemenea, orice atașament față de păcat, chiar păcat venial.
Din 1985 această indulgență este acordată nu numai oamenilor din Piața Sfântului Petru, ci și celor care, deși nu pot fi prezenți fizic, o „urmează cu evlavie” prin radio sau televiziune.
Aceasta este acum extinsă la toți cei care primesc binecuvântarea papală pe Internet („noul mediu de comunicare”), deoarece binecuvântarea este precedată de un anunț al unui Cardinal (de obicei Cardinalul Protodiacon): „Sfinția Sa Papa N. acordă o indulgență plenară în forma stabilită de Biserică tuturor credincioșilor prezenți și celor care primesc binecuvântarea sa prin radio, televiziune și noile mijloace de comunicare. Să-L rugăm pe Atotputernicul Dumnezeu să-I acorde Papei mulți ani ca conducător al Bisericii și pace și unitate Bisericii în întreaga lume.”
Singurele ocazii anuale pentru binecuvântarea Urbi et Orbi sunt Crăciunul și Paștele. În afară de aceasta, o altă ocazie sistematică pentru Urbi et Orbi vine la sfârșitul unui conclav papal când noul papă își face prima apariție în lume după alegerea sa. În plus, Papii Ioan Paul al II-lea, Benedict al XVI-lea și Francisc a început cu un scurt discurs, acesta din urmă cerând rugăciuni de la credincioși, iar Ioan Paul al II-lea a greșit în mod deliberat cuvântul „corect” în italiană, într-un efort de a obține sprijinul urmașilor de mai jos. Oamenii au fost nervoși că au un papă non-italian pentru prima dată de la născutul olandez Papa Adrian al VI-lea care a domnit din ianuarie 1522 până în septembrie 1523.
La 27 martie 2020 papa Francisc a dat o binecuvântare extraordinară Urbi et Orbi ca răspuns la pandemia de COVID-19. El a stat în ușa Bazilicii Sfântului Petru, în fruntea Pieței Sfântului Petru (fără prezența publicului) spunând o rugăciune. Pentru această binecuvântare, Penitenciarul Apostolic a slăbit cerințele de a primi Euharistia și de a merge la spovedanie, din cauza imposibilității persoanelor afectate de închiderea și suspendarea liturghiilor. Imaginea Salus Populi Romani și crucifixul de la biserica San Marcello al Corso au fost aduse în piață pentru această ocazie. Papa nu a folosit formula Binecuvântării Apostolice; în schimb, el a înfăptuit o Binecuvântare a Sfintei Taine.

## Salutări în diferite limbi
De la Papa Paul al VI-lea la Papa Benedict al XVI-lea, după transmiterea mesajului urbi et orbi, Papa va saluta diferitele națiuni în limbile lor natale. Papa a început de obicei prin a spune: „Celor care mă ascultă, le adresez un salut cordial în diferite expresii lingvistice.” Papa Francisc a oprit de atunci această practică.
| Limbă                  | Paște (Transcriere) | Crăciun (Transcriere) |
| ---------------------- | --- | --- |
| Italiană               | Buona Pasqua a voi, uomini e donne di Roma e d’Italia!                                                                                          | Buon Natale agli abitanti di Roma e dell’intera Italia! |
| Franceză               | Le Christ est ressuscité. Sainte fête de Pâques ! Que pour vous ce mystère soit source de bonheur et de paix profonde.                          | Heureuse et sainte fête de Noël ! Que le Christ Sauveur vous garde dans l’espérance et qu’il vous fasse le don de la paix profonde !                                                  |
| Engleză                | May the grace and joy of the Risen Christ be with you all.                                                                                      | May the birth of the Prince of Peace remind the world where its true happiness lies; and may your hearts be filled with hope and joy, for the Saviour has been born for us.           |
| Germană                | Euch allen ein gesegnetes und frohes Osterfest! Der Friede und die Freude des auferstandenen Herrn sei mit Euch.                                | Die Geburt Jesu Christi, des Erlösers der Menschen, erfülle Euer Leben mit tiefer Freude und reicher Gnade; sein Friede möge in Euren Herzen wohnen. Gesegnete und frohe Weihnachten! |
| Spaniolă               | Os deseo a todos una buena y feliz fiesta de Pascua, con la paz y la alegría, la esperanza y el amor de Jesucristo Resucitado.                  | ¡Feliz Navidad! Que la Paz de Cristo reine en vuestros corazones, en las familias y en todos los pueblos.                                                                             |
| Portugheză             | Uma Páscoa feliz com Cristo Ressuscitado. | Feliz Natal para todos! O nascimento do Menino Jesus ilumine de alegria e paz vossos lares e Nações!                                                                                  |
| Olandeză               | Zalig Pasen! Ik wil mijn hartelijke dank tot uitdrukking brengen voor de fraaie bloemen uit Nederland voor de Paasmis op het Sint Pietersplein. | Zalig en gelukkig Kerstmis. |
| Luxemburgheză          | Frou a geseent Oushteren. | Schéin Chreschtdag. |
| Greacă                 | Χριστός άνέστη (Christós ánésti̱) | Καλά Χριστούγεννα (Kalá Christoúgenna) |
| Albaneză               | Për shumë wjet Pashkët. | Per shum vjet Krishtlindjen. |
| Română                 | Cristos a ínviat. | Sărbători Fericite de Crăciun si Anul Nou. |
| Maghiară               | Krisztus feltámadott. Alleluja. | Áldott Karácsonyt. |
| Poloneză               | Chrystus zmartwychwstał. | Błogosławionych świąt Bożego Narodzenia. |
| Cehă                   | Kristus vstal z mrtvých. | Narodil se vám Spasitel. Radujte se! |
| Slovacă                | Radostné veľkonočné sviatky. | Milostiplné a radostné Vianočné Sviatky. |
| Croată                 | Sretan Uskrs! | Sretan Božić, Isusovo Porođenje! |
| Slovenă                | Blagoslovljene velikonočne praznike. | Božje Dete, naj vam podeli svoj blagoslov. |
| Sârbă                  | Христос васкрсе! (Hristos vaskrse!) | Среħан Божиħ – Христос се роди! (Srećan Božić – Hristos se rodi!) |
| Sârbă-Lusatiană        | Chrystus z mortwych stanył. | Zohnowane hody! A zbožowne Nowe lěto! |
| Bulgară                | Христос възкресе (Khristos vŭzkrese) | Честито Рождество Христово (Chestito Rozhdestvo Khristovo) |
| Macedonă               | Христос Воскресна. (Hristos Voskresna.) | Нека ви е честит Божик и Нова Година (Neka vi e čestit Božiк и Nova Godina) |
| Bielorusă              | Christos uvaskrós. | Viasiòłych kalàdnych Sviàtaû! |
| Rusă                   | Христос Воскресе. (Hristos Voskrese.) | Сердечно поздравляю всех с Праздником Рождества Христова (Serdechno pozdravlyayu vsekh s Prazdnikom Rozhdestva Khristova)                                                             |
| Mongolă                | ХРИСТИЙН ДАХИН АМИЛАЛЫН БАЯРЫН МЗНД ХУРГЗЕ! KHRISTIIN DAKHIN AMILALYN BAYARYN MENDHURGIE!                                                       | Hristijn Tersen Edrijn mendhurgie |
| Kazahă                 | Иса тірілпті (Ïsa tirilpti) | Родecтвo мepeкeci ктты болсын! (Rodectvo mepekeci kttı bolsın!) |
| ucraineană             | Христос Воскрес! (Khrystos Voskres!) | Веселих Свят з Різдвом Христовим і Новим Роком! (Veselykh Svyat z Rizdvom Khrystovym i Novym Rokom!)                                                                                  |
| Lituaniană             | Linksmų Šventų Velykų. | Linksmų Šventų Kalėdų. |
| Letonă                 | Priecīgas lieldienas. | Priecīgus Ziemsvētkus! |
| Estoniană              | Kristus on surnuist üles tõusnud. | Häid jõulupühi. |
| Finlandeză             | Siunattua pääsiäistä. | Hyvää joulua. |
| Suedeză                | Glad påsk. | God jul, gott nytt år. |
| Islandeză              | Gleðilega Páska. | Gleðileg jól! |
| Irlandeză              | Beannacht na Cásca dhaoibh go léir. | Nollaig shona dhaoibh go léir. |
| Romani (rommă)         | Lachi Patrači. | Baxtalò Krečùno! Thaj Nevo berš! |
| Malteză                | L-Għid it-tajjeb. | Il-Milied it-tajjeb lill-poplu kollu ta' Malta u Għawdex. |
| Georgiană              | K’riste Aghsdga | Gilotsavt Krist’es Shobas |
| Turcă                  | Paskalya bayramini kutlarim. | Noel bayramı kutlu olsun. |
| Arabă                  | El Messieh kahm! Hakken kahm! | Miládon-mazídon |
| Etiopiană-Eritreeană   | Burúk Fasika | Burúk ledét |
| Ebraică                | | |
| Aramaică               | | |
| Armeană                | Kuhreestos harryav ee merrelotz | Sznorawórsz surp dz'nunt |
| Swahili                | Heri na baraka zangu kwa sikukuu ja Pasaka kwenu wote.                                                                                          | Heri kwa noeli na baraka nyingi kwa mwaka mpya. |
| Kirundi și Kinyarwanda | Pasika Nziza, mwese. | Gumya umutima mu mahoro! Noeli nziza! |
| Malgașă                | Arahaba Tratry Ny Paka. | Arahaba tratrin'i Noely. |
| Hindi                  | पास्का की शुभकामनाएं (Paaska kee shubhakaamanaen) | |
| Tamilă                 | | |
| Malayalam              | | |
| Bengaleză              | | |
| Burmeză                | | |
| Urdu (Pachistan)       | Eid e Qayamat al Masih mubarak ho | Eid e Wiladat al Masih mubarak ho |
| Chineză                | 復活節快樂 / 复活节快乐 (Fùhuójié kuàilè) | 聖誕節快樂 / 圣诞节快乐 (Shèngdànjié kuàilè) |
| Japoneză               | ご復活おめでとうございます (Go fukkatsu omedetō gozaimasu)                                                                                      | クリスマスと新年おめでとうございます。 (Krismas to shínnen omédeto gozáimasu) |
| Coreeană               | 부활을 축하합니다 | 기쁜 성탄에 한국의 평화를 비노라 |
| Vietnameză             | Mừng lễ Phục sinh. | Chúc mừng Giáng sinh. |
| Sinhaleză              | | Natthal Saamaya Oba Semata Labewaa! |
| Tailandeză             | สุขสันต์วันปัสกาแด่ชาวไทยทุกๆ ท่าน! S̄uk̄h s̄ạnt̒ wạn pạs̄kā dæ̀ chāw thịy thuk thuk th̀ān                                                                     | สุขสันต์วันคริสตสมภพ แด่พี่น้องชาวไทยที่รักทุกคน! S̄uk̄hs̄ạnt̒ wạn khris̄t̒mās̄ s̄mp̣hph dæ̀ phī̀n̂xng chāw thịy thī̀rạk thuk khn                                                                               |
| Indoneziană            | Selamat Paskah. | Selamat Hari Natal. |
| Cambodgiană            | | Rīkarāy Bon Noel |
| Filipineză             | Maligayang Pasko ng Pagkabuhay. | Maligayang Pasko at Manigong Bagong Taon. |
| Maori                  | Nga mihi o te Aranga ki a koutou. | Meri Kirihimete. |
| Samoană                | Ia manuia le Efeta. | Ia manuia le Kirisimasi. |
| Esperanto              | Feliĉan Paskon en Kristo resurektinta. | Dibenitan Kristnaskon kaj prosperan novjaron. |
| Guaraní                | Ña nerenyhe vy’agui, Aleluya. | Ko navidad árape che maitei ame'ê peême. |
| Latină                 | Salut diferit în fiecare an | Salut diferit în fiecare an |

## Formulæ de binecuvântare apostolică

### Latină
Sancti Apostoli Petrus et Paulus: de quorum potestate et auctoritate confidimus, ipsi intercedant pro nobis ad Dominum.
℟: Amen.
Precibus et meritis beatae Mariae semper Virginis, beati Michaelis Archangeli, beati Ioannis Baptistae et sanctorum Apostolorum Petri et Pauli et omnium Sanctorum, misereatur vestri omnipotens Deus; et dimissis omnibus peccatis vestris, perducat vos Iesus Christus ad vitam æternam.
℟: Amen.
Indulgentiam, absolutionem, et remissionem omnium peccatorum vestrorum, spatium veræ et fructuosae pœnitentiae, cor semper paenitens, et emendationem vitae, gratiam et consolationem Sancti Spiritus; et finalem perseverantiam in bonis operibus tribuat vobis omnipotens et misericors Dominus.
℟: Amen.
Et benedictio Dei omnipotentis, Patris, et Filii, et Spiritus Sancti, descendat super vos et maneat semper.
℟: Amen.

### Traducere în limba română
Fie ca Sfinții Apostoli Petru și Pavel, în a cărui putere și autoritate avem încredere, să mijlocească pentru noi înaintea Domnului.
℟: Amin.
Prin rugăciunile și meritele Binecuvântatei Mariei veșnică Fecioara, Sfântul  Mihail Arhanghelul, Sfântul Ioan Botezătorul, sfinții apostoli Petru si Pavel si toti sfinții, fie ca Atotputernicul Dumnezeu sa aiba mila de tine si sa-ti ierte toate pacatele, si fie ca Isus Hristos sa te aducă la viața veșnică.
℟: Amin.
Fie ca Domnul atotputernic și milostiv să vă acorde indulgență, iertare și iertarea tuturor păcatelor voastre, un sezon de penitență adevărată și rodnică, o inimă bine dispusă, modificarea vieții, harul și mângâierea Duhului Sfânt și perseverența finală în fapte bune.
℟: Amin.
Și fie ca binecuvântarea Atotputernicului Dumnezeu, Tatăl, și Fiul, și Duhul Sfânt, să coboare asupra ta și să rămână cu tine pentru totdeauna.
℟: Amin.